# 19.ª etapa do Giro d'Italia de 2023
A 19.ª etapa do Giro d'Italia de 2023 teve lugar a 26 de maio de 2023 e consistiu numa etapa em linha com início na localidade de Oderzo e final em Val di Zoldo sobre um percurso de 161 km. Esta foi vencida pelo colombiano Santiago Buitrago da equipa Bahrain Victorious, enquanto o britânico Geraint Thomas do Ineos Grenadiers conseguiu manter a liderança.

## Classificação da etapa
| Longarone - Três cumes do Lavaredo | alta montanha | (183 km) |

| \| Classificação por etapas \| Classificação por etapas \| Classificação por etapas \| Classificação por etapas \| Classificação por etapas \| \| Ciclista \| Ciclista \| Equipe \| Tempo \| \| \| ------------------------ \| ------------------------ \| ------------------------ \| ------------------------ \| ------------------------ \| \| 1. \| Santiago Buitrago \| Bahrain Victorious \| 5h28m07s \| \| \| 2. \| Derek Gee \| Israel-Premier Tech \| + 51s \| \| \| 3. \| Magnus Cort \| EF Education-EasyPost \| + 1m46s \| \| \| 4. \| Primož Roglič \| Jumbo-Visma \| + 1m46s \| \| \| 5. \| Geraint Thomas \| Ineos Grenadiers \| + 1m49s \| \| \| 6. \| João Almeida \| UAE Team Emirates \| + 2m09s \| \| \| 7. \| Damiano Caruso \| Bahrain Victorious \| + 2m09s \| \| \| 8. \| Thymen Arensman \| Ineos Grenadiers \| + 2m09s \| \| \| 9. \| Thibaut Pinot \| Groupama-FDJ \| + 2m16s \| \| \| 10. \| Einer Rubio \| Movistar Team \| + 2m26s \| \| |                   |                       |          |
| |                   |                       |          |
| Fonte: ProCyclingStats |                   |                       |          |
| Classificação por etapas |                   |                       |          |
| Ciclista | Ciclista          | Equipe                | Tempo    |
| 1. | Santiago Buitrago | Bahrain Victorious    | 5h28m07s |
| 2. | Derek Gee         | Israel-Premier Tech   | + 51s    |
| 3. | Magnus Cort       | EF Education-EasyPost | + 1m46s  |
| 4. | Primož Roglič     | Jumbo-Visma           | + 1m46s  |
| 5. | Geraint Thomas    | Ineos Grenadiers      | + 1m49s  |
| 6. | João Almeida      | UAE Team Emirates     | + 2m09s  |
| 7. | Damiano Caruso    | Bahrain Victorious    | + 2m09s  |
| 8. | Thymen Arensman   | Ineos Grenadiers      | + 2m09s  |
| 9. | Thibaut Pinot     | Groupama-FDJ          | + 2m16s  |
| 10. | Einer Rubio       | Movistar Team         | + 2m26s  |

## Classificações ao final da etapa

### Classificação geral(Maglia Rosa)
| \| Classificação geral \| Classificação geral \| Classificação geral \| Classificação geral \| Classificação geral \| \| Ciclista \| Ciclista \| Equipe \| Tempo \| \| \| ------------------- \| ------------------- \| ------------------- \| ------------------- \| ------------------- \| \| 1. \| Geraint Thomas \| Ineos Grenadiers \| 81h55m47s \| \| \| 2. \| Primož Roglič \| Jumbo-Visma \| + 26s \| \| \| 3. \| João Almeida \| UAE Team Emirates \| + 59s \| \| \| 4. \| Damiano Caruso \| Bahrain Victorious \| + 4m11s \| \| \| 5. \| Edward Dunbar \| Team Jayco AlUla \| + 4m53s \| \| \| 6. \| Thibaut Pinot \| Groupama-FDJ \| + 5m10s \| \| \| 7. \| Thymen Arensman \| Ineos Grenadiers \| + 5m13s \| \| \| 8. \| Lennard Kämna \| Bora-Hansgrohe \| + 5m54s \| \| \| 9. \| Andreas Leknessund \| Team DSM \| + 6m08s \| \| \| 10. \| Laurens De Plus \| Ineos Grenadiers \| + 7m30s \| \| |                    |                    |           |
| |                    |                    |           |
| Fonte: ProCyclingStats |                    |                    |           |
| Classificação geral |                    |                    |           |
| Ciclista | Ciclista           | Equipe             | Tempo     |
| 1. | Geraint Thomas     | Ineos Grenadiers   | 81h55m47s |
| 2. | Primož Roglič      | Jumbo-Visma        | + 26s     |
| 3. | João Almeida       | UAE Team Emirates  | + 59s     |
| 4. | Damiano Caruso     | Bahrain Victorious | + 4m11s   |
| 5. | Edward Dunbar      | Team Jayco AlUla   | + 4m53s   |
| 6. | Thibaut Pinot      | Groupama-FDJ       | + 5m10s   |
| 7. | Thymen Arensman    | Ineos Grenadiers   | + 5m13s   |
| 8. | Lennard Kämna      | Bora-Hansgrohe     | + 5m54s   |
| 9. | Andreas Leknessund | Team DSM           | + 6m08s   |
| 10. | Laurens De Plus    | Ineos Grenadiers   | + 7m30s   |

### Classificação por pontos(Maglia Ciclamino)
| Classificação por pontos | Classificação por pontos | Classificação por pontos | Classificação por pontos | Classificação por pontos |
| Ciclista                 | Ciclista                 | Equipe                   | Pontos                   |                          |
| ------------------------ | ------------------------ | ------------------------ | ------------------------ | ------------------------ |
| 1.                       | Jonathan Milan           | Bahrain Victorious       | 215 pts                  |                          |
| 2.                       | Derek Gee                | Israel-Premier Tech      | 160 pts                  |                          |
| 3.                       | Pascal Ackermann         | UAE Team Emirates        | 95 pts                   |                          |
| 4.                       | Michael Matthews         | Team Jayco AlUla         | 93 pts                   |                          |
| 5.                       | Toms Skujiņš             | Trek-Segafredo           | 79 pts                   |                          |
| 6.                       | Nico Denz                | Bora-Hansgrohe           | 77 pts                   |                          |
| 7.                       | Magnus Cort              | EF Education-EasyPost    | 68 pts                   |                          |
| 8.                       | Marius Mayrhofer         | Team DSM                 | 53 pts                   |                          |
| 9.                       | Vincenzo Albanese        | Eolo-Kometa              | 51 pts                   |                          |
| 10.                      | Mark Cavendish           | Astana Qazaqstan Team    | 51 pts                   |                          |

### Classificação da montanha(Maglia Azzurra)
| Classificação da montanha | Classificação da montanha | Classificação da montanha          | Classificação da montanha | Classificação da montanha |
| Ciclista                  | Ciclista                  | Equipe                             | Pontos                    |                           |
| ------------------------- | ------------------------- | ---------------------------------- | ------------------------- | ------------------------- |
| 1.                        | Thibaut Pinot             | Groupama-FDJ                       | 228 pts                   |                           |
| 2.                        | Derek Gee                 | Israel-Premier Tech                | 200 pts                   |                           |
| 3.                        | Ben Healy                 | EF Education-EasyPost              | 164 pts                   |                           |
| 4.                        | Davide Bais               | Eolo-Kometa                        | 144 pts                   |                           |
| 5.                        | Einer Rubio               | Movistar Team                      | 118 pts                   |                           |
| 6.                        | Santiago Buitrago         | Bahrain Victorious                 | 82 pts                    |                           |
| 7.                        | Davide Gabburo            | Green Project-Bardiani CSF-Faizanè | 69 pts                    |                           |
| 8.                        | João Almeida              | UAE Team Emirates                  | 61 pts                    |                           |
| 9.                        | Aurélien Paret-Peintre    | AG2R Citroën Team                  | 56 pts                    |                           |
| 10.                       | Filippo Zana              | Team Jayco AlUla                   | 54 pts                    |                           |

### Classificação dos jovens(Maglia Bianca)
| Classificação dos jovens | Classificação dos jovens | Classificação dos jovens | Classificação dos jovens | Classificação dos jovens |
| Ciclista                 | Ciclista                 | Equipe                   | Tempo                    |                          |
| ------------------------ | ------------------------ | ------------------------ | ------------------------ | ------------------------ |
| 1.                       | João Almeida             | UAE Team Emirates        | 81h56m46s                |                          |
| 2.                       | Thymen Arensman          | Ineos Grenadiers         | + 4m14s                  |                          |
| 3.                       | Andreas Leknessund       | Team DSM                 | + 5m09s                  |                          |
| 4.                       | Einer Rubio              | Movistar Team            | + 6m41s                  |                          |
| 5.                       | Santiago Buitrago        | Bahrain Victorious       | + 9m04s                  |                          |
| 6.                       | Ilan Van Wilder          | Soudal Quick-Step        | + 9m20s                  |                          |
| 7.                       | Filippo Zana             | Team Jayco AlUla         | + 30m07s                 |                          |
| 8.                       | Laurens Huys             | Intermarché-Circus-Wanty | + 45m54s                 |                          |
| 9.                       | Brandon McNulty          | UAE Team Emirates        | + 1h06m03s               |                          |
| 10.                      | Michel Hessmann          | Jumbo-Visma              | + 1h16m03s               |                          |

### Classificação por equipas"Súper team"
| Classificação por equipes | Classificação por equipes | Classificação por equipes | Classificação por equipes |
| Equipe                    | Equipe                    | Tempo                     |                           |
| ------------------------- | ------------------------- | ------------------------- | ------------------------- |
| 1.                        | Bahrain Victorious        | 245h35m12s                |                           |
| 2.                        | Ineos Grenadiers          | + 19m59s                  |                           |
| 3.                        | Jumbo-Visma               | + 33m47s                  |                           |
| 4.                        | UAE Team Emirates         | + 55m50s                  |                           |
| 5.                        | Bora-Hansgrohe            | + 1h17m46s                |                           |
| 6.                        | AG2R Citroën Team         | + 1h18m05s                |                           |
| 7.                        | Astana Qazaqstan Team     | + 1h26m02s                |                           |
| 8.                        | Team Jayco AlUla          | + 1h30m34s                |                           |
| 9.                        | Israel-Premier Tech       | + 1h48m45s                |                           |
| 10.                       | EF Education-EasyPost     | + 2h05m23s                |                           |

## Abandonos
- Hugh Carthy (EF Education-EasyPost) não tomou a saída.